# 鎮平 (彰化縣田尾鄉)
鎮平，是臺灣彰化縣田尾鄉的一個地名，位於該鄉北部偏東。相較於今日行政區，其範圍大致包括北鎮村、南鎮村、新田村。

## 歷史
台灣清治末期至日治初期，鎮平地區為一街庄，稱為「鎮平庄」，隸屬於武西堡。該庄北邊及東邊北段與湳港舊庄為鄰，東邊南段與小紅毛社庄為鄰，東南與大紅毛社庄為鄰，南邊為饒平厝庄，西南邊及西邊南、中段為曾厝崙庄，西邊北段為湳港西庄。。
1901年（日治明治三十四年）11月，全台廢縣廳改設二十廳，該庄隸屬於彰化廳。1903年（明治三十六年）6月，該庄編入「海豐崙區」，隸屬於彰化廳。1909年（明治四十二年）10月，合併二十廳為十二廳，海豐崙區改隸屬於臺中廳。1920年（大正九年），廢廳、支廳、區、街庄（舊制）改設州、郡、街庄（新制）、大字，該庄改制為「鎮平」大字，隸屬於臺中州北斗郡田尾庄。
戰後田尾庄改制為田尾鄉，隸屬於臺中縣，大字亦改制為村。1950年10月，中、彰、投分治，田尾鄉改隸屬彰化縣。

## 聚落
本地區發展較早的聚落有鎮平、南路厝等，在日治期初期的官方地圖上已有記載。此外，本地區尚有車路仔、厝仔等聚落。

## 交通
省道台1線（中山路二段～一段）又稱「縱貫公路」，是台北至屏東楓港的傳統平面幹道，大致以北北東—南南西走向經過本地區西北部邊界外不遠處。由該道路向北北東可前往永靖、埔心東部、員林、大村等地，向南南西可前往北斗、溪州、埤頭南端等地。
鄉道彰83-1線（平和路二段～一段）是湳港舊至南鎮的道路，其南側端點位於本地區南部的鄉道彰154線路口。由此向北轉北北西蜿蜒而行，經鄉道彰146線路口後續行，於本地區北部邊界東側出境後，可前往湳港舊並止於鄉道彰83線路口。
鄉道彰89線（延平路）是湳港西至中和的道路，大致以北微西—南微東走向由本地區西北角入境後，經鄉道彰146線路口後轉南南東蜿蜒而行，於本地區南部近邊界地帶經鄉道彰154線路口後轉南，至邊界地帶的富農路一段轉西沿邊界行一小段路，至地政路路口轉南出境。由該道路向北微西可前往湳港西與湳港舊交界地帶、湳港西中部偏北北東並止於省道台1線路口，向南可前往饒平厝東部、東北斗並止於縣道150號路口。
鄉道彰146線（民權路）是溪畔至新興的道路，大致以西南西—東北東走向經過本地區中部偏北地帶，並經過鄉道彰89線、彰83-1線路口。由該道路向西南西可前往曾厝崙西北部並止於鄉道彰87-1線路口，向東北東可前往湳港舊南部、湳港舊與小紅毛社交界地帶並止於鄉道彰81線路口。
鄉道彰154線（光復路二段～一段）是海豐至朝興的道路，大致以西南西—東北東走向由本地區南部邊界西側入境後，轉東經鄉道彰89線路口、鄉道彰83-1線終點路口後，轉東北東於本地區東部邊界南側出境。由該道路向西南西轉西北西可前往曾厝崙、饒平厝北部、饒平厝與田尾交界地帶、田尾與溪子頂交界地帶、田尾、溪子頂西北部並止於國號1號東側的鄉道彰152線路口，向東北東可前往小紅毛社、大紅毛社與張厝交界地帶、張厝與崙雅交界地帶、崙雅與社頭交界地帶、社頭、舊社、石頭坑南部偏西並止於縣道137號路口。

## 學校
- 南鎮國小